# Markus Lindsmyr
Markus Lindsmyr, född Johansson 1 februari 1972, död 15 april 2011, var en svensk kristen musiker. Han är mest känd som sångare och basist i punkbandet Tekla Knös. På fritiden arbetade han med skivbolaget Etik & Moral Records.